# Sindrome di Hermansky-Pudlak
La sindrome di Hermansky-Pudlak (HPS) è una rara malattia autosomica recessiva che conduce ad albinismo oculocutaneo, problemi di sanguinamento ed emorragie dovuti ad alterazioni della funzionalità piastrinica (deficienza del pool di riserva - storage pool deficiency, ovvero un deficit nel contenuto dei granuli piastrinici), stoccaggio di un composto lipoproteico anomalo (accumulo lisosomiale di lipofuscina ceroide), colite granulomatosa e fibrosi polmonare. Si possono anche riscontrare malfunzionamenti cardiaci e renali.
Si ritiene che la malattia possa interessare circa 1 persona su 500 000 oppure 1 su 1 000 000 in tutto il mondo, con una presenza significativamente maggiore nei soggetti portoricani, dove viene raggiunta una prevalenza di 1:1800. Molti degli studi e ricerche cliniche sulla malattia, per questo motivo, sono state condotte a Porto Rico. Curiosamente nelle altre isole Caraibiche non si riscontra un'alta frequenza.
La malattia è causata dalla mutazione di diversi geni, come HPS1, HPS3, HPS4, HPS5, HPS6 e HPS7. Ad oggi sono state riconosciute otto forme classiche del disturbo, distinte in base alla mutazione genetica da cui deriva il disturbo. Recentemente è stato descritto anche un nono tipo. 
Quest'ultimo tipo sembra sia dovuto a una mutazione nel gene Pallidin (PLDN).

## Eziologia
La sindrome di Hermansky-Pudlak può essere causata da mutazioni in diversi geni: HPS1, HPS3, HPS4, HPS5, HPS6 e HPS7. 
Il tipo di HPS 2, che nel suo fenotipo comprende uno stato di immunodeficienza, è causato da mutazioni nel gene AP3B1.

Il tipo di HPS 7, può invece risultare da una mutazione nel gene che codifica per la proteina disbindina (Dystrobrevin-binding Protein-1: DTNBP1).
Si ritiene che la sindrome di Hermansky-Pudlak venga ereditata come carattere genetico autosomico recessivo. Il gene difettoso, chiamato HSP, responsabile di questo disturbo si trova sul braccio lungo del cromosoma 10 (10q2). Alcune ricerche suggeriscono che un'anomalia della funzione lisosomiale possa essere responsabile dello sviluppo della malattia. HPS1, AP3B1, HPS3, HPS4, HPS5, HPS6, DTNBP1 e BLOC1S3 sono associati con la sindrome di Hermansky-Pudlak.
Come è noto nei disturbi autosomici recessivi, la condizione non appare a meno che una persona non erediti due copie del gene difettoso responsabile della malattia, una copia proveniente da ciascun genitore. Se una persona riceve un gene normale e un gene difettoso in grado di far sviluppare il disturbo, questo individuo risulterà portatore della malattia, ma normalmente non ne mostrerà i sintomi.
All'interno di una coppia, nella quale entrambi gli individui sono portatori di una malattia recessiva, il rischio di trasmettere la malattia ai figli è pari al 25%. Nel 50% dei casi, invece, i figli possono essere portatori sani della malattia, ovvero possono trasmettere la malattia recessiva alla progenie ma non mostreranno i sintomi del disturbo. Nel 25% dei casi, infine, i figli possono ricevere entrambi i geni normali, uno da ciascun genitore, e pertanto risultare geneticamente normali per quel particolare tratto ereditario. Queste percentuali di rischio si ripetono per ogni gravidanza.

## Segni e sintomi
I principali disturbi associati alla sindrome di Hermansky-Pudlak sono di 5 tipi e danno luogo a questa sintomatologia:
- Albinismo e disturbi oculari: gli individui presentano diverse e variabili quantità di pigmento della pelle (melanina), nei capelli e nell'iride. A causa della presenza della condizione di albinismo i soggetti affetti da HPS presentano diversi problemi agli occhi, tra cui una spiccata sensibilità alla luce (fotofobia), tendenza allo strabismo (deviazione di uno o entrambi gli occhi rispetto al punto di fissazione), e nistagmo (presenza di movimenti oscillatori ritmici e involontari degli occhi). La sindrome di Hermansky-Pudlak si associa anche a deficit visivo.
- Disturbi della coagulazione del sangue: i soggetti con la sindrome HPS hanno una disfunzione piastrinica. Dal momento che le piastrine sono necessarie per la coagulazione del sangue, questi individui sanguinano facilmente e presentano lividi cutanei ed ematomi. La gravità dei disturbi emorragici può essere molto variabile, arrivando anche ad emorragie minacciose per la vita.[6][7]
- Malattie da accumulo di sostanze intracellulari: la sindrome provoca la formazione di una sostanza simile alla cera (lipofuscina ceroide) che tende ad accumularsi nei tessuti del corpo e a causare danni. L'accumulo avviene in particolare nei polmoni, reni e sistema nervoso centrale (SNC).
- Associazione con la colite granulomatosa. In alcuni soggetti affetti da HPS la malattia intestinale (caratterizzata da dolore addominale e diarrea ematica) può comparire fin dall'infanzia, anche se in genere tende a non manifestarsi prima dell'adolescenza.[8][9][10][11]
- Fibrosi polmonare: il coinvolgimento polmonare comporta una grave malattia restrittiva ma le complicanze respiratorie possono non manifestarsi fino al raggiungimento dell'età adulta.

## Diagnosi
La diagnosi del disturbo si basa sui rilievi clinici dell'ipopigmentazione cutanea e dei capelli, sui caratteristici riscontri oculari, e sulla dimostrazione dell'assenza dei corpi densi all'osservazione con microscopio elettronico delle piastrine del paziente.
Test genetici molecolari del gene HPS1 sono clinicamente disponibili per persone provenienti dalla regione nord-occidentali di Puerto Rico. Test molecolari del gene HPS3 sono invece clinicamente disponibili per gli individui provenienti dalla regione centrale di Porto Rico o per gli Aschenaziti (ebrei originariamente provenienti dall'Europa centro-orientale).

L'analisi della sequenza genetica per eventuali mutazioni inerenti al gene HPS1 e HPS4 è disponibile su base clinica. Nel sospetto di altri tipi di mutazione del gene HPS si deve tenere presente che l'analisi della sequenza genetica è disponibile solo su base di ricerca.

## Prognosi
Il decorso della sindrome di Hermansky-Pudlak in rari casi può essere lieve, tuttavia, la prognosi generale è ancora considerata scarsa e sfavorevole.
La malattia può causare disfunzioni di diversi organi, e in particolare dei polmoni, dell'intestino, dei reni e del cuore.
La complicanza maggiore di molte forme di disturbo è la fibrosi polmonare, che tipicamente si presenta in pazienti che hanno raggiunto l'età di circa 40-50 anni. 
In molte forme di HPS questa complicazione risulta fatale e rappresenta la più comune causa di morte per questa malattia. 
I pazienti con HPS che sviluppano la fibrosi polmonare in genere presentano la forma di tipo 1 o 4.

## Considerazioni per il paziente
Nei pazienti che necessitano di interventi chirurgici è necessaria una consulenza pneumologica preoperatoria. Il team di anestesia deve essere consapevole che i pazienti possono sviluppare complicanze polmonari postoperatorie proprio per il fatto di essere affetti dalla sindrome.

Prima dell'esecuzione di interventi chirurgici oculari in elezione, è consigliabile ricorrere ad un consulto ematologico. Infatti i pazienti affetti dalla sindrome HPS hanno una spiccata tendenza al sanguinamento, sia intraoperatorio sia perioperatorio. Pertanto tutte le possibili emorragie post-operatorie dovrebbero essere adeguatamente prevenute e curate. 
In alcuni soggetti l'aggregazione piastrinica migliora semplicemente con la somministrazione di desmopressina, che pertanto può essere somministrata nel periodo preoperatorio. Tuttavia, in altri pazienti, nel periodo perioperatorio è necessario ricorrere alla plasmaferesi.

I soggetti di sesso femminile con sindrome HPS dovrebbero poter essere valutati da uno specialista ginecologo. In questi soggetti, infatti, lo sviluppo di menorragia o metrorragia è estremamente frequente, potendo interessare fino al 60% delle pazienti. Sembra inoltre che quasi la metà di queste (il 46%) debba essere sottoposta a procedure chirurgiche ginecologiche al fine di un adeguato trattamento di un abbondante e anomalo sanguinamento mestruale.